# Przypadek? niesondze
Przypadek? #niesondze – jedyny album studyjny polskiej supergrupy hip-hopowej Potwierdzone Info. Wydawnictwo ukazało się 14 października 2013 roku nakładem wytwórni muzycznej Prosto. Nagrania w całości wyprodukował Sir Michu, muzyk wykonał także miksowanie i mastering. W ramach promocji do pochodzących z płyty piosenek „Jestem stąd”, „Nowy rok” oraz „KiedyGietySą” zostały zrealizowane teledyski.
Nagrania dotarły do 5. miejsca zestawienia OLiS.

## Lista utworów
Opracowano na podstawie materiału źródłowego.
1. „Potwierdzone intro” – 1:29
2. „Jestem stąd” – 3:40
3. „Wdech / Wydech” – 3:46
4. „Parking party” – 3:51
5. „Ktoś rozjebał” – 3:46
6. „Potwierdzone info” – 3:38
7. „Blantanamo” (scratche: DJ Tuniziano) – 4:20
8. „Oszukać czas” – 3:32
9. „Kaptn spikin” – 4:31
10. „Przezroczyści” – 3:46
11. „Nowy rok” (scratche: DJ Kebs, DJ Falcon1) – 4:23
12. „314 w kozaku” – 4:07
13. „Orrajt” (scratche: DJ Tuniziano) – 3:42
14. „Mefedron” – 3:54
15. „Kiedygietysą” – 3:37
16. „Taka roba” – 3:27